# NGC 2835
NGC 2835 је спирална галаксија у сазвежђу Хидра која се налази на NGC листи објеката дубоког неба.
Деклинација објекта је - 22° 21' 19" а ректасцензија 9h 17m 52,6s. Привидна величина (магнитуда) објекта NGC 2835 износи 10,3 а фотографска магнитуда 11,0. Налази се на удаљености од 10,536 милиона парсека од Сунца. NGC 2835 је још познат и под ознакама ESO 564-35, MCG -4-22-8, UGCA 157, AM 0915-220, IRAS 09156-2208, PGC 26259.